# Jarya

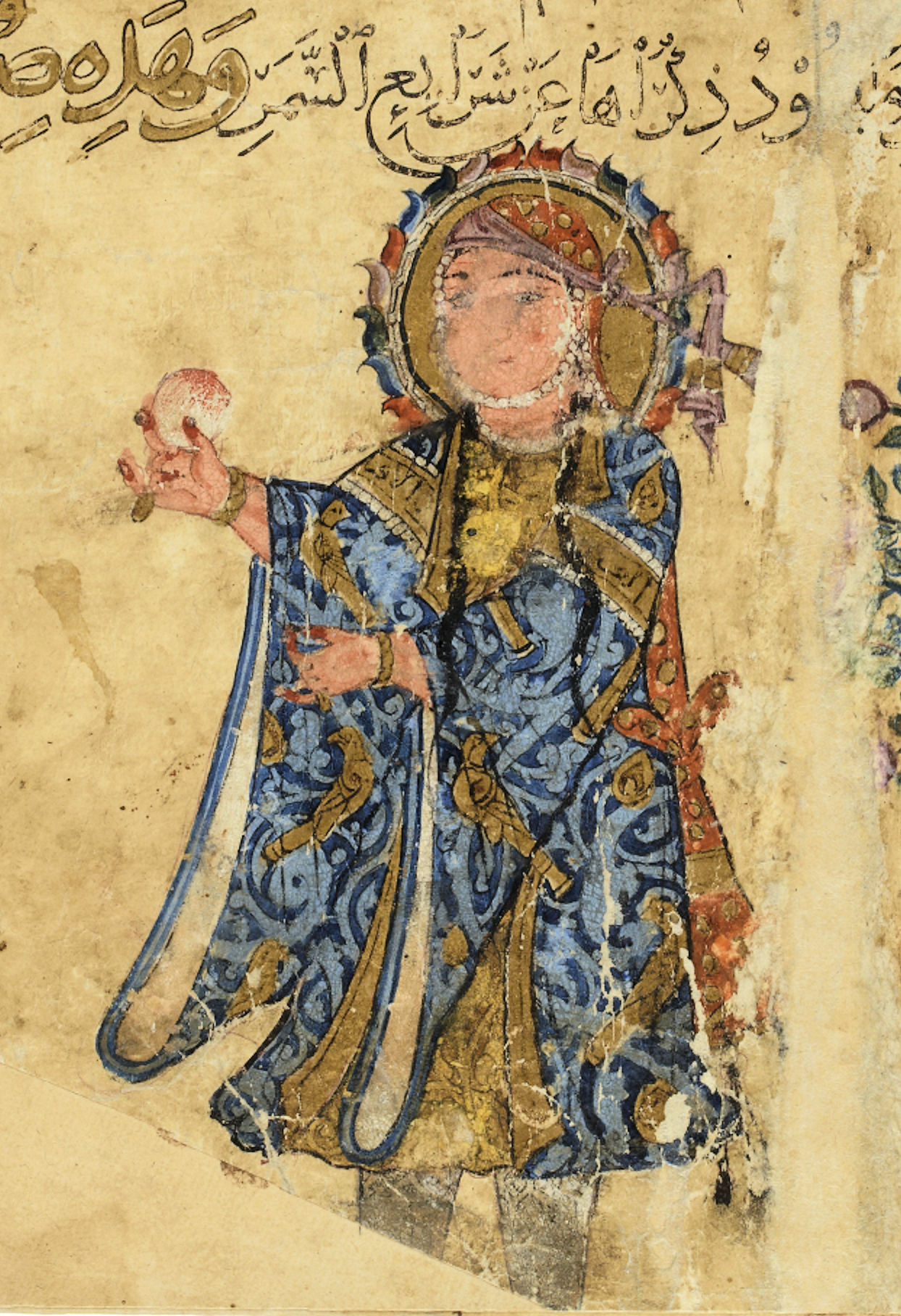
Représentation d'une Jarya dans le Maqamat al-Hariri (Arabe 3929), également considérée comme appartenant à la même école de peinture Artuqid.

Les Jarya, jariyah ou jawaris désignent un certain type de femmes et filles esclaves dans le monde islamique médiéval.  Celles-ci étaient « esclaves pour le plaisir » (muṭʿa, ladhdha) ou « filles-esclaves pour les rapports sexuels » (jawārī al-waṭ), et avaient reçu une formation spéciale dans les compétences artistiques. Contrairement aux qiyan, elles ne se produisaient normalement pas pour d'autres hommes que l'homme dans le harem duquel elles étaient placées.

## Histoire
La catégorie des esclaves et des jarya - tout comme celle des qiyan - est devenue célèbre à l'époque du califat abbasside, peut-être parce que les femmes arabes libres sont devenues de plus en plus isolées de la société au cours de cette période. 
Les jarya sont généralement acquises sur le marché des esclaves ou capturées comme butin de guerre. Le terme est appliqué à ces esclaves qui, par l'instruction ou l'auto-éducation, ont acquis une grande connaissance des compétences artistiques et des connaissances intellectuelles grâce auxquelles elles peuvent divertir un homme, plutôt que par la sexualité et la beauté physique. Elles pouvaient étudier des questions allant de la musique et de la poésie à la religion, à l'histoire et à la littérature, et beaucoup étaient connues pour être capables de divertir leur propriétaire par leurs capacités intellectuelles et musicales. Il y a de nombreux exemples de jaryas avec une bonne éducation qui ont réussi à gagner de l'influence sur les dirigeants masculins.
Les jarya ou jawaris diffèrent des qiyan en ce qu'elles ne se produisent pas en public, mais uniquement dans le harem auquel elles appartiennent. Les harems royaux pouvaient employer un très grand nombre de jawaris, qui pouvaient être de simples amuseuses du harem royal et pas nécessairement des concubines du souverain. Le harem abbasside avait des milliers de jawaris ainsi que de nombreuses concubines. Ce modèle a été adopté par les harems de nombreux autres dirigeants islamiques, tels que les dirigeants du califat de Cordoue et du califat fatimide. 
Les jarayas ont été décrites par l'écrivain du IXe siècle Al-Jahiz, qui les a accusées d'exercer, du fait de leurs compétences artistiques, une influence destructrice sur leurs propriétaires, créant un réseau de sentiments dépendants tels que l'amour (hub), la passion (hawa), l'affinité (mushakala) et le souhait de compagnie continue (ilf). 

## Exemples
Plusieurs jaryas sont célèbres dans la littérature et l'histoire islamiques, telles Al-Khayzuran, Alam al-Malika ou Hababah. 